# Привільська сільська рада (Каланчацький район)
Приві́льська сільська́ ра́да — адміністративно-територіальна одиниця та орган місцевого самоврядування в Каланчацькому районі Херсонської області. Адміністративний центр — село Привілля.

## Загальні відомості
Привільська сільська рада утворена в 1921 році.
- Територія ради: 96,76 км²
- Населення ради: 1 317 осіб (станом на 2001 рік)

## Населені пункти
Сільській раді підпорядковані населені пункти:
- с. Привілля
- с. Бабенківка Друга
- с. Вербове
- с. Максима Горького

## Склад ради
Рада складається з 16 депутатів та голови.
- Голова ради: Шендрик Юрій Вікторович
- Секретар ради: Ковш Поліна Володимирівна

### Керівний склад попередніх скликань
| Прізвище, ім'я, по батькові | Основні відомості                                                 | Дата обрання | Дата звільнення |
| --------------------------- | ----------------------------------------------------------------- | ------------ | --------------- |
| Шендрик Юрій Вікторович     | Сільський голова, 1964 року народження, освіта вища, позапартійна | 26.03.2009   | 31.10.2010      |
| Шендрик Юрій Вікторович     | Сільський голова, 1964 року народження, освіта вища, безпартійний | 31.10.2010   |                 |

Примітка: таблиця складена за даними сайту Верховної Ради України

### Депутати
За результатами місцевих виборів 2010 року депутатами ради стали:

#### За суб'єктами висування
| Суб'єкт висування           | Кількість обраних депутатів | %    |
| --------------------------- | --------------------------- | ---- |
| Партія регіонів             | 9                           | 56,3 |
| Самовисування               | 4                           | 25   |
| Комуністична партія України | 2                           | 12,5 |
| Українська Народна Партія   | 1                           | 6,3  |

#### За округами
| № округу                    | Прізвище, ім'я, по батькові      | Дата визнання обраним | Освіта             | Партійна приналежність                        | Відомості про обраного депутата                                         |
| --------------------------- | -------------------------------- | --------------------- | ------------------ | --------------------------------------------- | ----------------------------------------------------------------------- |
| Комуністична партія України |                                  |                       |                    |                                               |                                                                         |
| 1                           | Володіна Валентина Миколаївна    | 05.11.2010            | вища               | позапартійна                                  | Привільський фельдшерсько-акушерський пункт, завідувачка                |
| 9                           | Гелетюк Лариса Миколаївна        | 05.11.2010            | середня            | позапартійна                                  | Другобабенківський фельдшерсько-акушерський пункт, молодшамедичнасестра |
| Партія регіонів             |                                  |                       |                    |                                               |                                                                         |
| 2                           | Ковш Поліна Володимирівна        | 05.11.2010            | середня спеціальна | позапартійна                                  | Привільська сільська рада, секретар                                     |
| 3                           | Ковш Марина Миколаївна           | 05.11.2010            | вища               | позапартійна                                  | Привільська загальноосвітня школа І-ІІ ст., директор                    |
| 4                           | Крупцев Олександр Іванович       | 05.11.2010            | середня            | позапартійний                                 | Привільська загальноосвітня школа І-ІІ ст., опалювач                    |
| 7                           | Данько Оксана Петрівна           | 05.11.2010            | вища               | член Партії регіонів                          | Другобабенківський сільський клуб, завідувачка                          |
| 8                           | Котелевич Анатолій Олександрович | 05.11.2010            | середня            | член Партії регіонів                          | Друобабенківський сільський клуб, працівник                             |
| 10                          | Козачок Олена Анатоліївна        | 05.11.2010            | середня            | позапартійна                                  | Відділення поштового зв'язку, начальник                                 |
| 11                          | Ушакова Тетяна Григорівна        | 05.11.2010            | вища               | позапартійна                                  | Горьківська загальноосвітня школа I-III ст., вчитель                    |
| 15                          | Попко Олена Василівна            | 05.11.2010            | середня спеціальна | член Партії регіонів                          | Привільський дитячий садок, завідувачка                                 |
| 16                          | Гриценко Сергій Миколайович      | 05.11.2010            | середня            | член Партії регіонів                          | тимчасово не працює                                                     |
| Українська Народна Партія   |                                  |                       |                    |                                               |                                                                         |
| 5                           | Галабурда Роман Степанович       | 05.11.2010            | вища               | член Української Народної Партії              | Привільська загальноосвітня школа І-ІІ ст., вчитель                     |
| Самовисування               |                                  |                       |                    |                                               |                                                                         |
| 6                           | Петрушко В'ячеслав Степанович    | 05.11.2010            | середня спеціальна | член Всеукраїнського об'єднання «Батьківщина» | тимчасово не працює                                                     |
| 12                          | Нечай Олег Михайлович            | 05.11.2010            | середня спеціальна | член Української Народної Партії              | одноосібник                                                             |
| 13                          | Овчаренко Ольга Іванівна         | 05.11.2010            | середня спеціальна | позапартійна                                  | тимчасово не працює                                                     |
| 14                          | Нечай Надія Дмитрівна            | 05.11.2010            | середня            | член Всеукраїнського об'єднання «Батьківщина» | Горьківська загальноосвітня школа I-III ст., завгосп                    |

## Населення
Згідно з переписом УРСР 1989 року чисельність наявного населення сільської ради становила 1330 осіб, з яких 630 чоловіків та 700 жінок.
За переписом населення України 2001 року в сільській раді мешкали 1304 особи.

### Мова
Розподіл населення за рідною мовою за даними перепису 2001 року:
| Мова       | Відсоток |
| ---------- | -------- |
| українська | 89,98 %  |
| російська  | 7,97 %   |
| білоруська | 1,06 %   |
| вірменська | 0,38 %   |
| угорська   | 0,08 %   |
| інші       | 0,53 %   |